# Карнисер, Рамон
Рамон Карнисер (исп. Ramón Carnicer; 24 октября 1780, Лерида — 17 марта 1855, Мадрид) — испанский композитор.
С 1818 году служил капельмейстером оперного оркестра в Барселоне. В 1827 году в связи со своими либеральными взглядами был выслан из Испании и некоторое время жил в Лондоне — благодаря этому стечению обстоятельств Карнисер стал автором музыки национального гимна Чили, заказанной ему чилийским посланником в Лондоне. Вернувшись в Испанию, Карнисер стал профессором композиции в Мадридской консерватории.
Карнисер стремился по итальянским образцам создать национальную оперу. Его оперы: «Adela de Lusiñan», «Don Juan Tenorio», «Cristóbal Colón», «El Eufemio de Messina», «Elena e Malvina», «Ismalia», «Ipermnestra» пользовались большим успехом. Помимо более значительных произведений, в числе которых имеются и церковные, Карнисер написал ко многим испанским народным песням мелодии, которые, в свою очередь, стали народными.